# North Ballston Spa CDP (Nueva York)
North Ballston Spa es un lugar designado por el censo ubicado en el condado de Saratoga en el estado estadounidense de Nueva York. En el Censo de 2020 tenía una población de 1376 habitantes y una densidad poblacional de 608,85 habitantes por km². Fue incluido como CDP en el censo de 2010.

## Geografía
North Ballston Spa se encuentra ubicado en las coordenadas 43°01′11″N 73°51′11″O / 43.01972, -73.85306. Según la Oficina del Censo de los Estados Unidos,  tiene una superficie total de 2,26 km², de la cual 2,25 km² corresponden a tierra firme y 0,01 km² a agua.